# Nancy Arana Daniel
Nancy Guadalupe Arana Daniel (México, siglo XX) es una informática mexicana.

## Biografía
Estudió informática en el Centro de Investigación y de Estudios Avanzados (CINESTAV) de Guadalajara, obteniendo una maestría en 2003 y un doctorado en 2007. Es profesora e investigadora del Departamento de Ciencias Computacionales de la Universidad de Guadalajara.
Está especializada en enfoques de aprendizaje automático que incluyen máquinas de vectores de soporte y redes neuronales artificiales aplicadas a la planificación de movimiento de robots, visión por computadora y problemas relacionados. Su investigación ha incluido el desarrollo de métodos para robots que trabajan en respuesta a desastres para distinguir a las víctimas humanas de los escombros.

## Reconocimiento
Arana Daniel es miembro de la Academia Mexicana de Ciencias.

## Obra seleccionada
Arana Daniel es coautora de los siguientes libros:
- Algoritmos bioinspirados para ingeniería (con Alma Y. Alanís y Carlos López-Franco, Elsevier, 2018)
- Redes neuronales para robótica: una perspectiva de ingeniería (con Alma Y. Alanís y Carlos López-Franco, CRC Press, 2019)
- Modelado y control de redes neuronales: aplicaciones para sistemas retardados no lineales desconocidos en tiempo discreto (con Jorge D. Ríos, Alma Y. Alanís y Carlos López-Franco, Academic Press, 2020)